# روبرت لورينز
روبرت لورينز (بالإنجليزية: Robert Lorenz)‏ هو منتج أفلام ومخرج أمريكي، ولد في القرن العشرين في شيكاغو في الولايات المتحدة.

## وصلات خارجية
- روبرت لورينز على موقع IMDb (الإنجليزية)
- روبرت لورينز على موقع ألو سيني (الفرنسية)
- روبرت لورينز على موقع ميوزك برينز (الإنجليزية)
- روبرت لورينز على موقع أول موفي (الإنجليزية)
- روبرت لورينز على موقع بوكس أوفيس موجو (الإنجليزية)
- روبرت لورينز على موقع قاعدة بيانات الأفلام السويدية (السويدية)
- روبرت لورينز على موقع قاعدة بيانات الفيلم (الإنجليزية)
- روبرت لورينز على موقع كينوبويسك (الروسية)